# فارمينغتون

## التركيبة السكانية
قام مكتب تعداد الولايات المتحدة بتحديد بيانات التركيبة السكانية لفارمينغتونفي تعداد الولايات المتحدة. في ما يلي، التركيبة السكانية حسب تعدادي 2000 و2010.

### تعداد عام 2000
بلغ عدد سكان فارمينغتون 12,365 نسمة بحسب تعداد عام 2000، وبلغ عدد الأسر 4,169 أسرة وعدد العائلات 3,255 عائلة مقيمة في المدينة. في حين سجلت الكثافة السكانية 986.0 نسمة لكل ميل مربع (380.7/كم2). وبلغ عدد الوحدات السكنية 4,233 وحدة بمتوسط كثافة قدره 337.5 نسمة لكل ميل مربع (130.3/كم2).
وتوزع التركيب العرقي للمدينة بنسبة 0.28% من الأمريكيين الأصليين و1.46% من الأمريكيين ذوي الأصول الآسيوية و0.02% من سكان جزر المحيط الهادئ و0.74% من الأمريكيين الأفارقة و1.28% من عرقين مختلطين أو أكثر.
بلغ عدد الأسر 4,169 أسرة كانت نسبة 51.0% منها لديها أطفال تحت سن الثامنة عشر تعيش معهم، وبلغت نسبة الأزواج القاطنين مع بعضهم البعض 67.4% من أصل المجموع الكلي للأسر، ونسبة 7.2% من الأسر كان لديها معيلات من الإناث دون وجود شريك، وكانت نسبة 21.9% من غير العائلات. تألفت نسبة 16.7% من أصل جميع الأسر من أفراد ونسبة 6.0% كانوا يعيش معهم شخص وحيد يبلغ من العمر 65 عاماً فما فوق. وبلغ متوسط حجم الأسرة المعيشية 3.35، أما متوسط حجم العائلات فبلغ 2.95.
بلغ العمر الوسطي للسكان 30 عاماً. وكانت نسبة 34.0% من القاطنين تحت سن الثامنة عشر، وكانت نسبة 6.5% بين الثامنة عشر والأربعة وعشرون عاماً، ونسبة 41.5% كانت واقعةً في الفئة العمرية ما بين الخامسة والعشرين حتى الرابعة والأربعين عاماً، ونسبة 12.4% كانت ما بين الخامسة والأربعين حتى الرابعة والستين، ونسبة 5.6% كانت ضمن فئة الخامسة والستين عاماً فما فوق. يوجد لكل 100 أنثى 101.7 ذكر، ويوجد لكل 100 أنثى في الثامنة عشر من عمرها فما فوق 99.5 ذكر.
بلغ متوسط دخل الأسرة في المدينة 61,864 دولار، أما متوسط دخل العائلة فبلغ 65,380 دولار. وكان متوسط دخل الذكور 42,796 دولار مقابل 30,373 دولار للإناث. وسجل دخل الفرد الخاص بالمدينة 22,281 دولار. وكانت نسبة 1.3% من العائلات ونسبة 2.4% من السكان تحت خط الفقر، وكان من هؤلاء نسبة 2.6% تحت سن الثامنة عشر ونسبة 9.5% في الخامسة والستين من العمر وما فوق.

### تعداد عام 2010
بلغ عدد سكان فارمينغتون 21,086 نسمة بحسب تعداد عام 2010، وبلغ عدد الأسر 7,066 أسرة وعدد العائلات 5,426 عائلة مقيمة في المدينة. في حين سجلت الكثافة السكانية 1,435.4 نسمة لكل ميل مربع (554.2/كم2). وبلغ عدد الوحدات السكنية 7,412 وحدة بمتوسط كثافة قدره 504.6 لكل ميل مربع (194.8/كم2).
وتوزع التركيب العرقي للمدينة بنسبة 89.8% من البيض و0.5% من الأمريكيين الأصليين و3.6% من الأمريكيين ذوي الأصول الآسيوية و0.1% من سكان جزر المحيط الهادئ و2.1% من الأمريكيين الأفارقة و2.8% من عرقين مختلطين أو أكثر.
بلغ عدد الأسر 7,066 أسرة كانت نسبة 51.4% منها لديها أطفال تحت سن الثامنة عشر تعيش معهم، وبلغت نسبة الأزواج القاطنين مع بعضهم البعض 63.4% من أصل المجموع الكلي للأسر، ونسبة 8.7% من الأسر كان لديها معيلات من الإناث دون وجود شريك، بينما كانت نسبة 4.7% من الأسر لديها معيلون من الذكور دون وجود شريكة وكانت نسبة 23.2% من غير العائلات. تألفت نسبة 17.7% من أصل جميع الأسر من أفراد ونسبة 4.7% كانوا يعيش معهم شخص وحيد يبلغ من العمر 65 عاماً فما فوق. وبلغ متوسط حجم الأسرة المعيشية 3.38، أما متوسط حجم العائلات فبلغ 2.95.
بلغ العمر الوسطي للسكان 31.6 عاماً. وكانت نسبة 33.3% من القاطنين تحت سن الثامنة عشر، وكانت نسبة 6.3% بين الثامنة عشر والأربعة وعشرون عاماً، ونسبة 35.7% كانت واقعةً في الفئة العمرية ما بين الخامسة والعشرين حتى الرابعة والأربعين عاماً، ونسبة 19% كانت ما بين الخامسة والأربعين حتى الرابعة والستين، ونسبة 5.6% كانت ضمن فئة الخامسة والستين عاماً فما فوق. وتوزع التركيب الجنسي للسكان بنسبة 50.1% ذكور و49.9% إناث.

## فارمينغتون، مينسوتا
فارمينغتون (بالإنجليزية Farmington) هي مدينة في مقاطعة داكوتا، مينيسوتا، الولايات المتحدة. وبلغ عدد سكانها 12365 في تعداد عام 2000 و17740 في يوم 1 يوليو 2008. وهي عبارة عن جزء من منيابولس سان بول منطقة العاصمة.